# Guillermo Díaz Gastambide
Guillermo Díaz (Montevideo, Uruguay; 31 de diciembre de 1979) es un exfutbolista uruguayo.
Jugó como defensor y su último equipo fue El Tanque Sisley de la Primera División de Uruguay.

## Trayectoria
Realizó casi toda su carrera en Uruguay, salvo por breves pasos por el Motagua de Honduras y el FBC Melgar peruano.

## Clubes
| Club             | País     | Año         | Partidos | Goles |
| ---------------- | -------- | ----------- | -------- | ----- |
| Rentistas        | Uruguay  | 1999 - 2003 | 68       | 2     |
| Peñarol          | Uruguay  | 2003 - 2004 | 6        | 0     |
| Juventud         | Uruguay  | 2005 - 2008 | 98       | 4     |
| Motagua          | Honduras | 2009 - 2010 | 82       | 3     |
| FBC Melgar       | Perú     | 2011        | 20       | 0     |
| El Tanque Sisley | Uruguay  | 2012 - 2013 | 46       | 0     |

## Palmarés

### Campeonatos nacionales
| Título              | Club    | País    | Año  |
| ------------------- | ------- | ------- | ---- |
| Campeonato Uruguayo | Peñarol | Uruguay | 2003 |